# David Ullström
David Jakob Ullström, född 22 april 1989 i Jönköping, är en svensk före detta professionell ishockeyspelare som sist spelade för Schwenninger Wild Wings. Han spelade tidigare för bland annat HV71 i Elitserien och New York Islanders i NHL.

## Meriter
- JVM-silver 2009
- SM-silver med HV71 2009
- SM-guld med HV71 2010
- SM-guld med Hv71 2017

## Spelarstatistik
| 2007–08           | HV71                    | SEL               | 7  | 0  | 0  | 0  | 0  | -- | -- | -- | -- | -- |
| 2008–09           | HV71                    | SEL               | 19 | 1  | 3  | 4  | 6  | 14 | 1  | 0  | 1  | 4  |
| 2008–09           | Borås HC                | Hockeyallsvenskan | 15 | 9  | 7  | 16 | 22 | —  | —  | —  | —  | —  |
| 2009–10           | HV71                    | SEL               | 47 | 5  | 11 | 16 | 27 | 16 | 2  | 0  | 2  | 0  |
| 2010–11           | Bridgeport Sound Tigers | AHL               | 67 | 17 | 24 | 41 | 36 | —  | —  | —  | —  | —  |
| 2011–12           | Bridgeport Sound Tigers | AHL               | 40 | 24 | 6  | 30 | 22 | 3  | 1  | 1  | 2  | 4  |
| 2011–12           | New York Islanders      | NHL               | 29 | 4  | 4  | 8  | 6  | —  | —  | —  | —  | —  |
| 2012–13           | Bridgeport Sound Tigers | AHL               | 33 | 9  | 17 | 26 | 14 | —  | —  | —  | —  | —  |
| 2012–13           | New York Islanders      | NHL               | 20 | 2  | 3  | 5  | 6  | 3  | 0  | 1  | 1  | 0  |
| 2013–14           | Lokomotiv Jaroslavl     | KHL               | 18 | 3  | 1  | 4  | 6  | —  | —  | —  | —  | —  |
| 2013–14           | HC Lev Prag             | KHL               | 27 | 5  | 6  | 11 | 10 | 10 | 4  | 1  | 5  | 2  |
| 2014–15           | Severstal Tjerepovets   | KHL               | 25 | 2  | 5  | 7  | 6  | —  | —  | —  | —  | —  |
| 2014–15           | HK Sibir Novosibirsk    | KHL               | 23 | 9  | 6  | 15 | 22 | 15 | 5  | 1  | 6  | 12 |
| Elitserien Totalt | Elitserien Totalt       | Elitserien Totalt | 73 | 6  | 14 | 20 | 33 | 30 | 3  | 0  | 3  | 4  |
| NHL Totalt        | NHL Totalt              | NHL Totalt        | 49 | 6  | 7  | 13 | 12 | 3  | 0  | 1  | 1  | 0  |